# قرار مجلس الأمن التابع للأمم المتحدة رقم 542
قرار مجلس الأمن التابع للأمم المتحدة رقم 542، المتخذ بالإجماع في 23 تشرين الثاني / نوفمبر 1983، بعد دراسة الوضع في شمال لبنان، عن قلقه إزاء القتال الدائر في شمال البلاد، مستنكرًا جميع الخسائر في الأرواح.
وطالب المجلس كافة الأطراف المعنية بوقف إطلاق النار وأشاد بجهود المنظمات الإنسانية المختلفة. كما طلب من الأمين العام مواصلة رصد الحالة.